# Nova Reforma
Per Nova Reforma (Nuova Riforma) si intende  il processo di riforma delle istituzioni del Principato di Andorra, portato a termine nel 1866 sotto la guida  di Guillem d'Areny Plandolit.
Il decreto della riforma fu firmato dal vescovo di Urgell Josep Caixal i Estradé e dal co-principe francese Napoleone III.
In base a questa riforma, rimasta in vigore fino alla Costituzione del 1993, il Consiglio generale di Andorra, allora denominato Consiglio Generale delle Valli, risultava composto da 24 consiglieri che successivamente eleggevano il Sindaco generale. I voti venivano espressi dai capi di casata e i consiglieri erano differenziati tra quelli eletti dal comune e quelli dal Consiglio.
La promulgazione della Legge avvenne il 22 aprile 1866.
Nel 2016 il Principato di Andorra ha emesso, in occasione dei 150 anni della Nova Reforma, una moneta commemorativa da 2 euro.